# Zongluzui (köpinghuvudort i Kina, Hubei Sheng, lat 30,70, long 115,06)
Zongluzui är en köpinghuvudort i Kina. Den ligger i provinsen Hubei, i den centrala delen av landet, omkring 75 kilometer öster om provinshuvudstaden Wuhan. Antalet invånare är 24 063. Befolkningen består av 11 588 kvinnor och 12 475 män. Barn under 15 år utgör 12,0 %, vuxna 15-64 år 76 %, och äldre över 65 år 11,0 %.
Runt Zongluzui är det tätbefolkat, med 550 invånare per kvadratkilometer. Närmaste större samhälle är Tuanbei, 16,4 km öster om Zongluzui. Trakten runt Zongluzui består till största delen av jordbruksmark.
Genomsnittlig årsnederbörd är 1 868 millimeter. Den regnigaste månaden är juli, med i genomsnitt 305 mm nederbörd, och den torraste är januari, med 48 mm nederbörd.